# Athies, Somme

Athies este o comună în departamentul Somme, Franța. În 1 ianuarie 2022 avea o populație de 613 de locuitori.